# Ernst Kuhn (Radsportler)
Ernst Kuhn (* 17. Oktober 1917 in Suhr; † 1. Juni 1993 in Oftringen) war ein Schweizer Radrennfahrer und nationaler Meister im Radsport.

## Sportliche Laufbahn
Kuhn gewann 1939 die nationale Meisterschaft im Querfeldeinrennen (heutige Bezeichnung Cyclosport) vor Fritz Hartmann. Den Titel konnte er 1944 vor Robert Lang erneut gewinnen. 1945 wurde er Vize-Meister hinter Ferdy Kübler. Im Critérium International de Cyclo-cross (dem Vorläufer der UCI-Weltmeisterschaften) 1946 wurde er als 18., 1947 als 14. klassiert. 
Auch im Strassenradsport war Kuhn erfolgreich. 1942 konnte er in der Bergmeisterschaft der Schweiz hinter Kübler Zweiter werden. 1944 beendete er die Meisterschaft von Zürich hinter Ernst Näf auf dem 2. Platz. Im Rennen À travers Lausanne wurde er hinter Kübler Zweiter, 1943 Dritter. 1951 war er Teilnehmer der Deutschland-Rundfahrt, wobei er als Mitglied der Schweizer Nationalmannschaft aus dem Rennen ausschied. In der Vuelta a España 1946 kam er auf den 17. Rang der Gesamtwertung.